# Apogon cathetogramma
Apogon cathetogramma är en fiskart som först beskrevs av Tanaka, 1917.  Apogon cathetogramma ingår i släktet Apogon och familjen Apogonidae. Inga underarter finns listade i Catalogue of Life.